# Pará de Minas (gemeente)
Pará de Minas is een gemeente in de Braziliaanse deelstaat Minas Gerais gelegen op 74 km van Belo Horizonte. De stad telt 84.000 inwoners en maakt deel uit van de grootstedelijke mesoregio Belo Horizonte en van de gelijknamige microregio Pará de Minas.
Pará de Minas vindt zijn oorsprong in de zoektocht van goud- en diamantzoekers van het einde van de 17e eeuw in deze streek.